# تپه و گورستان سید محمد پاریاب
تپه و گورستان سید محمد پاریاب مربوط به سده‌های میانی دوران‌های تاریخی پس از اسلام است و در شهرستان خرم‌آباد، بخش پاپی، دهستان کشور، ۵۰۰ متری شرق روستای پاریاب واقع شده و این اثر در تاریخ ۲۸ اسفند ۱۳۸۵ با شمارهٔ ثبت ۱۸۶۲۳ به‌عنوان یکی از آثار ملی ایران به ثبت رسیده است.